# Palazzo Contini
Il Palazzo Contini è sito in piazza del Popolo a Fossacesia in provincia di Chieti.
Il palazzo è attualmente utilizzato come abitazione.

## Storia
Il palazzo venne fatto costruire dalla famiglia Contini al termine del XVIII secolo, dopo il suo arrivo a Fossacesia alla fine del XVII secolo e prima dello spostamento a Roma di diversi suoi membri. Il progetto è attribuito da alcuni storici a Carlo Vanvitelli. Successivamente, per via di varie frammentazioni ereditarie, metà di questo palazzo diviene della famiglia Mayer. Tuttavia questo palazzo non è da confondere con il vicino Palazzo Mayer.

## Struttura
Questo palazzo pare essere l'insieme di due edifici distinti e separati. I colori di entrambi i blocchi sono gli stessi rosa per lo sfondo, biancastro per le superfici in rilievo.

### Il civico 31
Questo blocco, presumibilmente il nucleo originario, ha la facciata suddivisa in cinque campate di cui le due laterali sono le più strette. Il palazzo è composto di due piani contraddistinti all'esterno da una cornice marcapiano. Ad ogni finestra del primo piano corrisponde al secondo piano un balcone. Ciascun balcone poggia su mensole ed è incorniciato da lesene. I balconi sono sormontati da timpani alternativamente triangolari e a lunetta. La campata centrale si distingue dalle altre in quanto mostra un portone ligneo sormontato da una lunetta a grata di ferro battuto a sesto acuto con ai lati due piedritti e coppie di lesene doriche la cui trabeazione sostiene il balcone superiore.

### I civici 32 e 33
Questo blocco risulta leggermente arretrato al precedente. Le finestrelle sono ad arco leggermente ribassato. Al secondo piano vi sono delle aperture con arco a tutto sesto, mentre un balcone è servito da due aperture. Il cornicione è più basso del blocco del civico 31, una serie di mensole si trovano ove sono delle finestrelle del sottotetto.